# هيروكي يوشيموتو
هيروكي يوشيموتو (باليابانية: 吉本大樹) هو سائق سيارة سباق ومغني وشاعر ياباني، ولد في 2 سبتمبر 1980 في أوساكا في اليابان.

## وصلات خارجية
- هيروكي يوشيموتو على موقع DriverDB.com (الإنجليزية)
- هيروكي يوشيموتو على موقع ميوزك برينز (الإنجليزية)